# Synagoge (Tallinn)

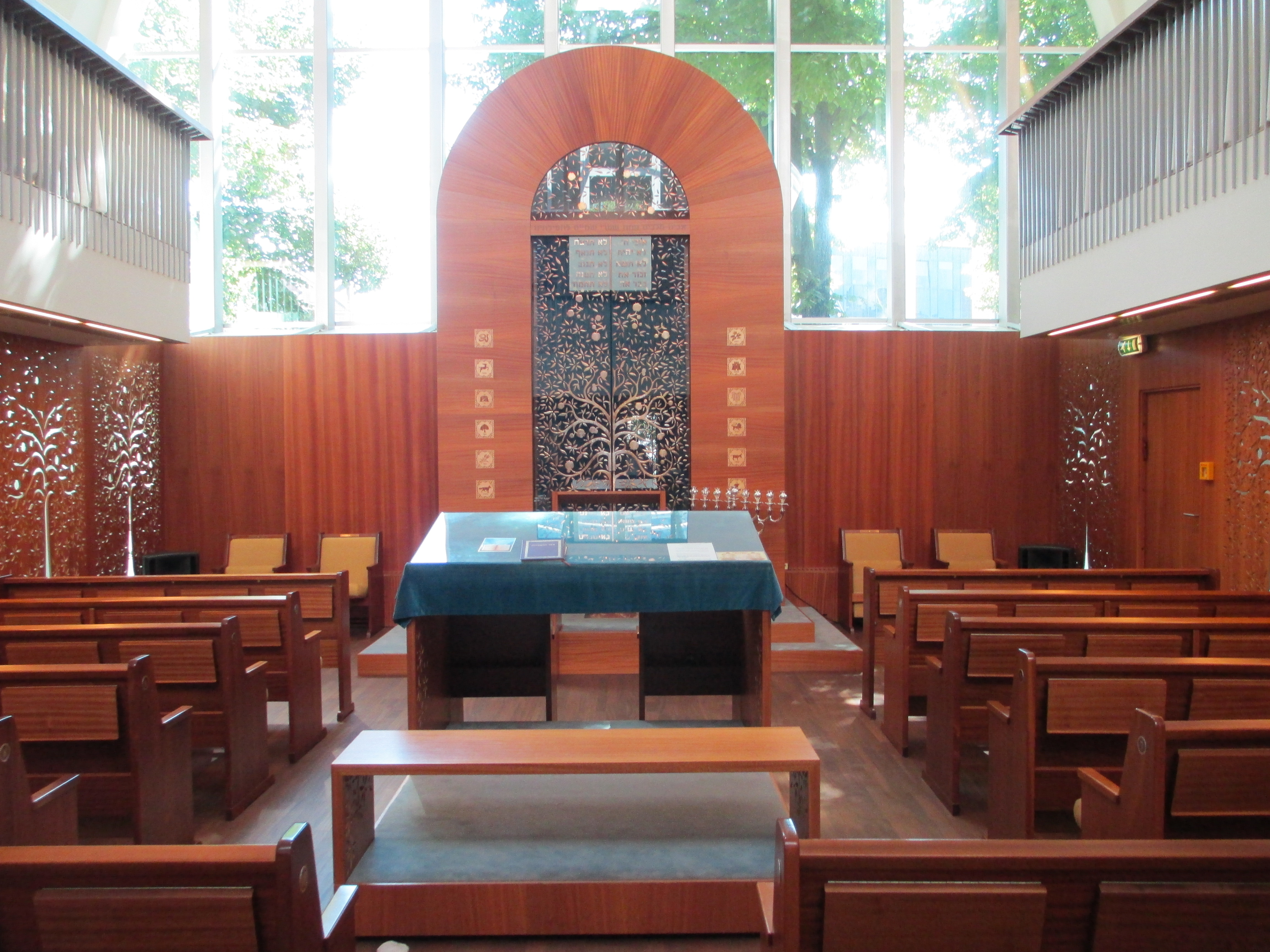
In der Synagoge in Tallinn (2013)

Die Synagoge in Tallinn (estnisch Tallinna sünagoog) ist die größte Synagoge Estlands.
Die Synagoge ist auch unter dem Namen Beit Bella Synagoge bekannt. Sie befindet sich in der Karu-Straße 16 im Zentrum Tallinns, in der bis 2007 das provisorische Versammlungs- und Gotteshaus der jüdischen Gemeinde Nordestlands stand.
Die neue Synagoge wurde am 16. Mai 2007 eingeweiht und ist der erste Synagogen-Neubau im Baltikum nach dem Zweiten Weltkrieg. Die Architekten des lichtdurchfluteten, modernen Baus mit traditionellen Anklängen waren Lembit-Kaur Stöör und Tõnis Kimmel. Der Bau hat etwa 1,4 Millionen Euro gekostet, die hauptsächlich durch Spenden finanziert wurden.
Das Gotteshaus bietet 180 Sitzplätze, die für Konzerte und Kulturveranstaltungen auf 230 Plätze erweitert werden können. Neben der eigentlichen Synagoge umfasst der Komplex eine Mikwe und ein koscheres Restaurant. Leiter der Synagoge ist Rabbiner Shmuel Kot von der chassidischen Chabad-Bewegung.
Die alte Synagoge Tallinns in der Maakri-Straße, die bis zum Holocaust Zentrum des jüdischen Gemeindelebens in Estland war, wurde 1883 erbaut. Sie wurde beim verheerenden Angriff der sowjetischen Luftwaffe auf Tallinn im März 1944 zerstört. Seit 1946 war die kleine jüdische Gemeinde Tallinns auf Behelfsräume angewiesen.